# Krzysztof Komosa
Krzysztof Komosa (ur. 15 października 1983 w Warszawie) – polski łyżwiarz figurowy.

## Osiągnięcia
- Mistrzostwa Polski w łyżwiarstwie figurowym 2000 – 2. miejsce
- Mistrzostwa Polski w łyżwiarstwie figurowym 2001 – 1. miejsce
- Mistrzostwa Polski w łyżwiarstwie figurowym 2003 – 2. miejsce
- Mistrzostwa Polski w łyżwiarstwie figurowym 2004 – 2. miejsce
- Mistrzostwa Polski w łyżwiarstwie figurowym 2005 – 3. miejsce
- Grand Prix Juniorów w łyżwiarstwie figurowym – 21. miejsce
- Mistrzostwa świata juniorów w łyżwiarstwie figurowym – 35. miejsce.